# Хенгвилер
Хенгвилер (фр. Hengwiller) насеље је и општина у источној Француској у региону Алзас, у департману Доња Рајна која припада префектури Саверн.
По подацима из 2011. године у општини је живело 182 становника, а густина насељености је износила 84,65 становника/km². Општина се простире на површини од 2,15 km². Налази се на средњој надморској висини од 290 метара (максималној 400 m, а минималној 275 m).

## Демографија
| 1962. | 1968. | 1975. | 1982. | 1990. | 1999. | 2011. |
| ----- | ----- | ----- | ----- | ----- | ----- | ----- |
| 88    | 98    | 88    | 93    | 107   | 167   | 182   |

График промене броја становника у току последњих година